# Рекаби, Эльназ
Эльназ Рекаби (перс. الناز رکابی‎; род. 20 июля 1989, Зенджан) — иранская спортсменка, специализирующаяся в спортивном скалолазании. Бронзовый призёр чемпионата мира 2021 года в многоборье, призёр чемпионатов Азии.

## Биография
Эльназ Рекаби родилась 20 июля 1989 года в Зенджане.

### Спортивная карьера
В 2007 году Эльназ Рекаби дебютировала на международных соревнованиях, выступив на Азиатских играх в помещениях в Макао, где заняла 12 место в лазании на трудность.
C 2008 года Рекаби выступает на чемпионатах Азии. В 2008 году в Гуанчжоу она заняла 15 места в лазании на трудность и боулдеринге и 16 место в лазании на скорость. В 2009 в Чхунчхоне лучший результат показывает в лазании на скорость, занимая 11 место. В 2010 в Чанчжи лучшие результаты Эльназ: 7 место в лазании на трудность и 9-е в боулдеринге.
В 2011 году впервые выступила на чемпионате мира в Арко, где в лазании на трудность стала 57-й.
В 2012 году становится четвертой в боулдеринге на чемпионате Азии в Лэе, а в 2013 году Эльназ зарабатывает первую медаль — серебро в боулдеринге на чемпионате Азии в Тегеране.
В 2014 году впервые принимает участие в Кубке мира по скалолазанию. На этапе в Баку она становится 16-й в боулдеринге и 19-й в лазании на скорость. На чемпионате мира 2014 году в Хихоне заняла 31-е в место в лазании на трудность. На чемпионате Азии в Ломбоке Рекаби выступает успешно, взяв бронзу в лазании на трудность.
На протяжении карьеры Эльназ приходится сталкиваться с трудностями. Рекаби вынуждена тренироваться одной, так как в стране нет женщин-скалолазок её уровня, а с мужчинами тренировки запрещены. Также она обязана носить хиджаб и закрытую одежду, которые создают сложности на соревнованиях в жару. В Кубке мира она участвует за счёт своих средств, не имея финансовой поддержки от федерации скалолазания Ирана.
В 2017 году на Кубке Азии сначала берёт бронзу в лазании на трудность, а потом выигрывает золото в боулдеринге.
На Кубке мира лучший результат показывает в 2019 году в Уцзяне, занимая 9 место в боулдеринге.
На чемпионате мира 2021 года в Москве Эльназ становится бронзовой медалисткой в многоборье, став первой иранкой, завоевавшей медаль на чемпионате мира.
В 2023 году Рекаби взяла бронзу в боулдеринге на Кубке Азии в Эр-Рияде.
На Олимпийские игры 2024 Рекаби не смогла квалифицироваться.
Эльназ Рекаби выбрана образцом для подражания среди спортсменов по спортивному скалолазанию на юношеских Олимпийских играх в Дакаре в 2026 году.

### Выступление без хиджаба
16 октября 2022 года на чемпионате Азии в Сеуле Эльназ Рекаби выступила без хиджаба, который обязателен для ношения по законам Ирана.
С сентября в Иране проходили масштабные акции протеста после убийства Махсы Амини, поэтому выступление Рекаби без хиджаба сразу было воспринято, как акция протеста, и привлекло внимание СМИ по всему миру. По законам Ирана Эльназ Рекаби грозило тюремное заключение, а родные заявляли, что не могут связаться с девушкой после выступления и о её местонахождении ничего не известно. Через 2 дня после соревнований 18 октября Рекаби в своих соцсетях опубликовала видео с извинениями за беспокойство и заявила, что хиджаб слетел в спешке из-за неожиданного приглашения на старт. Утром 19 октября Рекаби вернулась в Иран, в аэропорту её встречали толпы людей.
Летом 2023 года Рекаби вернулась к соревнованиям на международном уровне.
Эльназ Рекаби вошла в список 100 вдохновляющих и влиятельных женщин со всего мира на 2022 год по версии BBC.
В марте 2025 года Рекаби уехала из Ирана в Испанию.

## Результаты

### Чемпионаты мира
| Год  | Место проведения | Скорость | Трудность | Боулдеринг | Многоборье |
| ---- | ---------------- | -------- | --------- | ---------- | ---------- |
| 2011 | Арко             | —        | 57        | —          | не пров.   |
| 2014 | Хихон            | —        | 31        | —          | —          |
| 2016 | Париж            | —        | 45        | 57         | —          |
| 2019 | Хатиодзи         | 30       | 23        | 39         | 30         |
| 2021 | Москва           | 27       | 35        | 18         | 3          |
| 2023 | Берн             | —        | 37        | 17         | 24         |

### Чемпионаты Азии
| Год  | Место проведения | Скорость | Трудность | Боулдеринг | Многоборье |
| ---- | ---------------- | -------- | --------- | ---------- | ---------- |
| 2008 | Гуанчжоу         | 16       | 15        | 15         | не пров.   |
| 2009 | Чхунчхоне        | 11       | —         | 15         | не пров.   |
| 2010 | Чанчжи           | 18       | 7         | 9          | не пров.   |
| 2012 | Лэе              | 12       | 6         | 4          | не пров.   |
| 2013 | Тегеран          | 4        | 11        | 2          | не пров.   |
| 2014 | Ломбок           | 7        | 3         | 8          | не пров.   |
| 2015 | Нинбо            | —        | 8         | 9          | —          |
| 2016 | Дуюнь            | —        | 6         | 12         | —          |
| 2017 | Тегеран          | —        | 4         | 10         | —          |
| 2018 | Кураёси          | 12       | 14        | 6          | 6          |
| 2022 | Сеул             | —        | 9         | 8          | 4          |

### Кубок мира
| Год  | Место проведения | Скорость | Трудность | Боулдеринг |
| ---- | ---------------- | -------- | --------- | ---------- |
| 2014 | Баку             | 19       | —         | 16         |
| 2015 | Мюнхен           | —        | —         | 41         |
| 2016 | Майринген        | —        | —         | 51         |
| 2016 | Чунцин           | —        | —         | 26         |
| 2017 | Майринген        | —        | —         | 27         |
| 2017 | Нанкин           | —        | —         | 23         |
| 2017 | Нави-Мумбаи      | —        | —         | 19         |
| 2018 | Майринген        | —        | —         | 51         |
| 2018 | Москва           | 48       | —         | 33         |
| 2019 | Москва           | 45       | —         | 23         |
| 2019 | Чунцин           | —        | —         | 13         |
| 2019 | Уцзян            | —        | —         | 9          |
| 2019 | Крань            | —        | 20        | —          |
| 2019 | Сямынь           | 27       | 19        | —          |
| 2023 | Брессаноне       | —        | —         | 41         |
| 2023 | Инсбрук          | —        | 43        | 23         |
| 2023 | Виллар           | —        | 24        | —          |
| 2023 | Копер            | —        | 28        | —          |
| 2024 | Кэцяо            | —        | —         | 45         |

| Год  | Скорость | Трудность | Боулдеринг | Общий |
| ---- | -------- | --------- | ---------- | ----- |
| 2014 | 42       | —         | 51         | 29    |
| 2016 | —        | —         | 67         | —     |
| 2017 | —        | —         | 38         | 110   |
| 2018 | —        | —         | 87         | —     |
| 2019 | 55       | 38        | 24         | 24    |
| 2023 | —        | 45        | 60         | —     |
| 2024 | —        | —         | 112        | —     |